# Łotwa na Mistrzostwach Świata w Lekkoatletyce 2011
Łotwa na Mistrzostwach Świata w Lekkoatletyce 2011 była reprezentowana przez 13 zawodników.

## Wyniki reprezentantów Łotwy

### Mężczyźni

#### Konkurencje biegowe
| Konkurencja   | Zawodnik           | Eliminacje | Eliminacje | Półfinał | Półfinał | Finał    | Finał   |
| Konkurencja   | Zawodnik           | Rezultat   | Pozycja    | Rezultat | Pozycja  | Rezultat | Pozycja |
| ------------- | ------------------ | ---------- | ---------- | -------- | -------- | -------- | ------- |
| 100 m         | Ronalds Arājs      | 10.52      | 31.        |          |          |          |         |
| 1500 m        | Dmitrijs Jurkevičs | 3:42.69    | 30.        |          |          |          |         |
| chód na 50 km | Igors Kazakevičs   |            |            |          |          | DNF      | DNF     |

#### Konkurencje techniczne
| Konkurencja    | Zawodnik           | Eliminacje | Eliminacje | Finał    | Finał   |
| Konkurencja    | Zawodnik           | Rezultat   | Pozycja    | Rezultat | Pozycja |
| -------------- | ------------------ | ---------- | ---------- | -------- | ------- |
| rzut młotem    | Igors Sokolovs     | 72,95 m    | 20.        |          |         |
| rzut oszczepem | Ēriks Rags         | 77,34 m    | 20.        |          |         |
| rzut oszczepem | Vadims Vasiļevskis | 75,23 m    | 25.        |          |         |
| rzut oszczepem | Zigismunds Sirmais | 73,16 m    | 32.        |          |         |

### Kobiety

#### Konkurencje biegowe
| Konkurencja   | Zawodnik       | Finał    | Finał   |
| Konkurencja   | Zawodnik       | Rezultat | Pozycja |
| ------------- | -------------- | -------- | ------- |
| chód na 20 km | Agnese Pastare | 1:37:48  | 28.     |

#### Konkurencje techniczne
| Konkurencja    | Zawodnik             | Eliminacje | Eliminacje | Finał       | Finał   |
| Konkurencja    | Zawodnik             | Rezultat   | Pozycja    | Rezultat    | Pozycja |
| -------------- | -------------------- | ---------- | ---------- | ----------- | ------- |
| skok w dal     | Ineta Radēviča       | 6,59 m     | 9. q       | 6,76 m (SB) | 3.      |
| skok w dal     | Lauma Grīva          | 6,27 m     | 23.        |             |         |
| rzut oszczepem | Madara Palameika     | 59,78 m    | 11. Q      | 58,08 m     | 11.     |
| rzut oszczepem | Sinta Ozoliņa-Kovala | 58,15 m    | 18.        |             |         |
| siedmiobój     | Aiga Grabuste        |            |            | 6229 pkt.   | 12.     |